# 거미 공포증

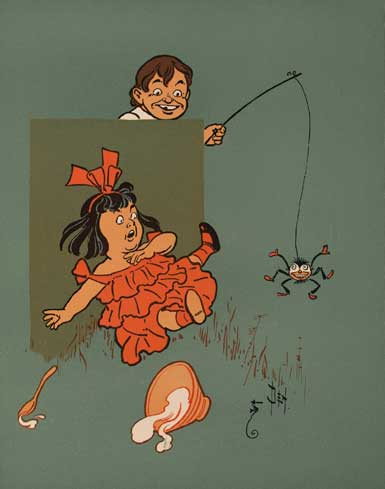

거미공포증(영어: arachnophobia 아라크노포비아[*])은 특정 공포증 중 하나이며, 거미에 대한 특별한 공포감을 갖는 것을 말한다.

## 같이 보기
- 곤충 공포증